# Oslo

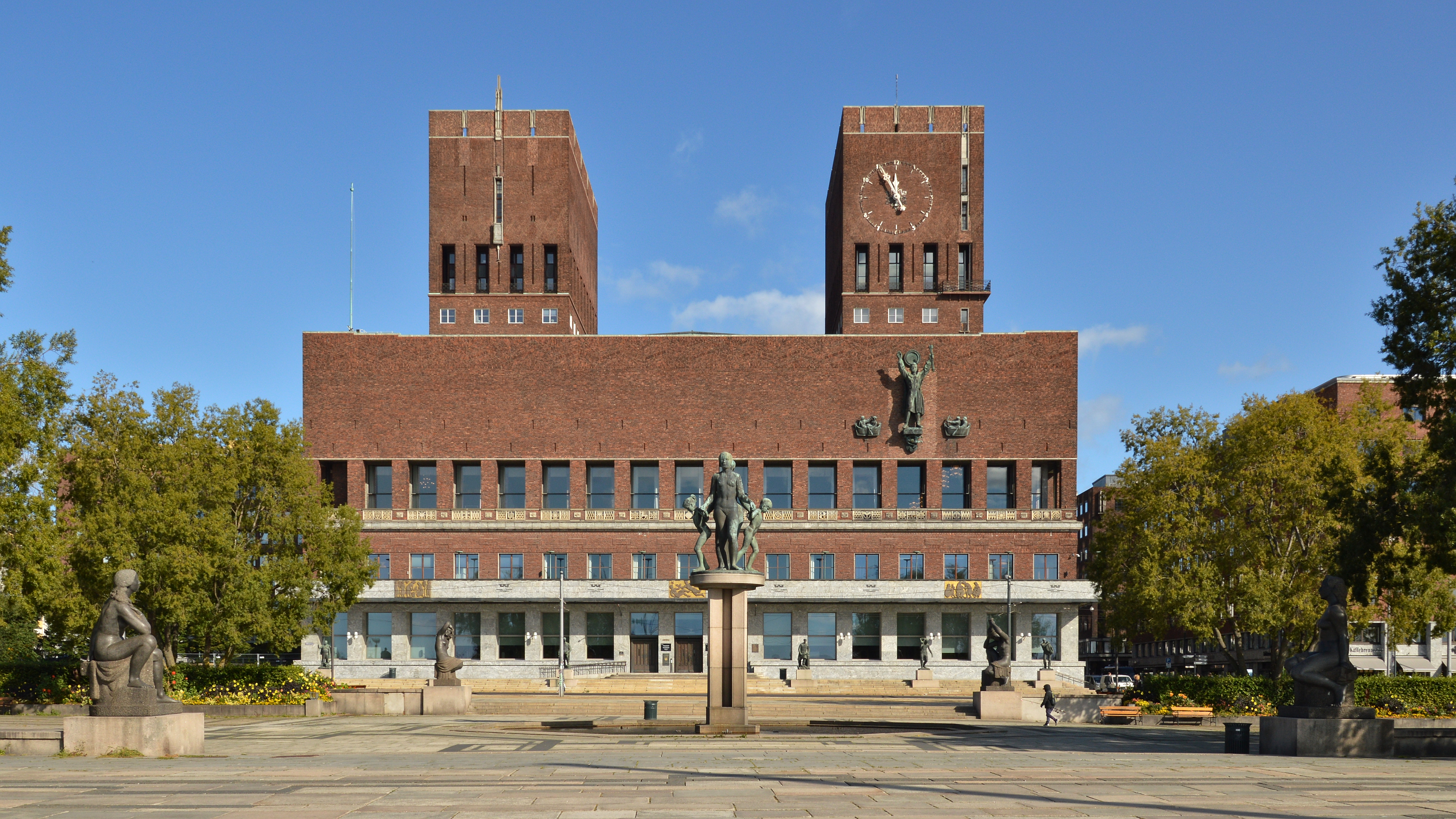
Ratusz w Oslo, widok od wybrzeża (2020)

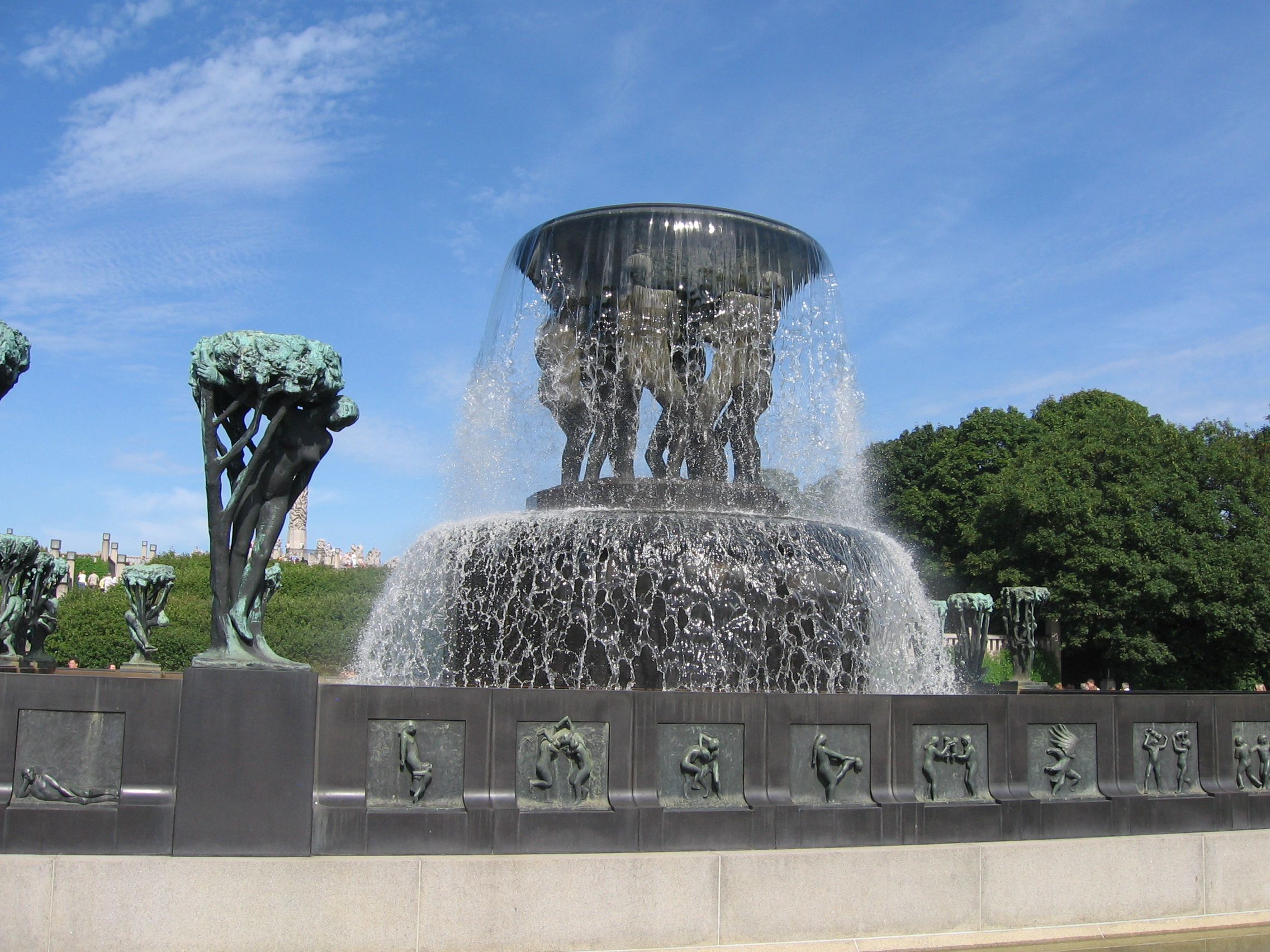
Park Vigelanda (2007)

Oslo (wym. norw. [ˈuʂˈlu], [ˈusˈlu], 1624–1877 Christiania, 1877–1924 Kristiania) – stolica i największe miasto Norwegii, gmina na prawach okręgu oraz siedziba władz sąsiedniego okręgu Viken. Oslo jest położone na południowym wschodzie kraju, w środkowej części regionu Østlandet, u ujścia rzek Lysaker, Aker, Alna i Gjersjø oraz kilku mniejszych cieków do zatoki Oslofjorden. Miasto Oslo liczy w swoich granicach administracyjnych 709 037 mieszkańców (2023), podczas gdy obszar zurbanizowany (tettsted) Oslo, obejmujący także tereny sąsiednich gmin, 942 084 mieszkańców (2014). Miasto zajmuje powierzchnię 454,12 km², a obszar zurbanizowany — 266,16 km²
Oslo jest wzmiankowane w Heimskringli, według której zostało założone w 1048 przez Haralda III Surowego. Siedzibą królów norweskich stało się w 1299 roku. Silnie dotknięte najpierw przez wybuch epidemii czarnej śmierci w 1350, a następnie przez wielki pożar w 1352, miasto i cały kraj uległy stopniowej marginalizacji po wejściu w 1380 w unię personalną i późniejszej aneksji Norwegii przez Danię w 1536 roku. Po pożarze w 1624 miasto zostało lokowane ponownie pod nazwą Christiania przez Chrystiana IV. Przejściowo opanowane przez Szwedów w czasie III wojny północnej. W XIX wieku weszło w okres prosperity, stając się największym miastem Norwegii, a w 1905 roku potwierdzając swój stołeczny status w ramach niepodległego królestwa. W 1925 roku przywrócono miastu nazwę Oslo. W 2011 roku centrum miasta było jednym z celów ataku terrorystycznego 32-letniego norweskiego skrajnie prawicowego ekstremisty Andersa Behringa Breivika w wyniku czego zginęło osiem osób, a ponad dwieście zostało rannych.
Aglomeracja Oslo skupia ponad ¼ całej populacji Norwegii, a samo miasto jest najważniejszym ośrodkiem gospodarczym, naukowym, administracyjnym i kulturalnym kraju. Zostało sklasyfikowane jako metropolia globalna klasy beta. Stanowi ważny węzeł w komunikacji drogowej, kolejowej, morskiej i lotniczej.
W języku polskim nazwa miasta Oslo jest nieodmienna.

## Historia
Za datę założenia Oslo zwykło się uznawać, na podstawie Sagi królewskiej Snorriego Sturlusona, rok 1048, zaś za założyciela – króla Haralda III Surowego (Haralda Hardråde). Jednak najnowsze odkrycia archeologiczne wykazały, że miasto zostało założone przed rokiem 1000, dlatego tę właśnie datę uznaje się za oficjalny rok założenia Oslo. Pierwotnie miasto leżało u ujścia rzeki Alna. Istnieją różne hipotezy co do znaczenia nazwy miasta – jedne z nich tłumaczą je jako „równinę u podnóża zbocza” lub „równinę bogów”. Patronem Oslo widniejącym w jego herbie, jest św. Hallvard, który – jak głosi legenda – poświęcił w 1043 swoje życie w obronie kobiety niesłusznie oskarżonej o kradzież.
Od XI wieku mieściło się w Oslo biskupstwo katolickie, zaś około 1300 roku Haakon V Długonogi (Håkon V Magnusson) wybudował na zachód od pierwotnej osady Oslo fortecę Akershus, którą wybrał na swoją siedzibę. W 1384 ludność Oslo została zdziesiątkowana przez dżumę. Osłabiona tym Norwegia zawarła wraz z Danią i Szwecją w 1397 roku unię kalmarską, w wyniku której Norwegia na ponad 400 lat stała się uzależniona od Danii. W czasie unii Oslo utraciło status stolicy i podupadło ekonomicznie. Na losy Oslo duży wpływ miała również Reformacja 1537, która doprowadziła do separacji od Kościoła katolickiego i powstania Narodowego Kościoła Protestanckiego.
W 1624 stara osada Oslo padła ofiarą ogromnego pożaru, jakoby wznieconego specjalnie przez cztery czarownice. Król Danii i Norwegii, Chrystian IV Oldenburg, postanowił odbudować miasto, lecz nie tam, gdzie do tej pory leżało, ale w pobliżu murów Twierdzy Akershus. W ten sposób powstało nowe renesansowe, zbudowane na planie kwadratu miasto, noszące zresztą również nowe imię – Christiania (w latach 1877–1925 nazwę tę zapisywano jako Kristiania).
W chwili rozwiązania unii z Danią (1814) miasto odzyskało status stolicy Norwegii. Pomimo zawarcia nowej unii, tym razem ze Szwecją, zachowało ten status. W czasach unii miasto przeżyło rozkwit – w XIX wieku powstało tu wiele siedzib nowych instytucji m.in. pałac królewski, uniwersytet, parlament Stortinget, Teatr Narodowy, bank norweski, giełda.
W 1905 roku unia ze Szwecją została rozwiązana, a Norwegia stała się w pełni niepodległym państwem. W 1925 roku przywrócono stolicy uświęcone tradycją miano Oslo.
Oslo organizowało w 1952 roku Zimowe Igrzyska Olimpijskie. W Oslo czterokrotnie odbyły się mistrzostwa świata w narciarstwie klasycznym (w roku 1930, 1966, 1982 oraz w 2011). W maju 2010 roku Oslo było gospodarzem Konkursu Piosenki Eurowizji 2010.

## Główne atrakcje turystyczne
Zamek i forteca Akershus (Akershus festning)Założony w końcu XIII wieku kompleks fortyfikacji obronnych, usytuowanych bezpośrednio nad Fiordem Oslo (Oslofjord). Twierdza jest dostępna dla zwiedzających przez cały rok (wstęp bezpłatny). Na terenie fortecy znajduje się zamek i kilka muzeów związanych z obronnością.
Pałac królewski (Det kongelige slottet)Rezydencja królewska wybudowana w latach 1824–1848, obecnie siedziba króla Haralda V, dostępna dla zwiedzających jedynie przez kilka tygodni w okresie letnim (wstęp płatny, na zwiedzanie należy umawiać się z wyprzedzeniem). Atrakcją jest odbywająca się codziennie o godz. 13.30 honorowa zmiana warty straży królewskiej.
Frammuseet – muzeum statku polarnego FramW muzeum prezentowany jest statek polarny Fram wraz z oryginalnym wyposażeniem z przełomu XIX wiek i XX wieku. Wokół niego ekspozycje poświęcone wyprawom polarnym i podróżnikom – Fridtjofowi Nansenowi, Ottonowi Sverdrupowi oraz Roaldowi Amundsenowi. W drugim gmachu prezentowany jest statek polarny „Gjøa” – pierwszy statek, który przepłynął przez Przejście Północno-Zachodnie w latach 1903–1906.
Skocznia narciarska Holmenkollbakken i Muzeum Narciarstwa (Skimuseet)Miejsce Igrzysk Olimpijskich 1952, jedna ze skoczni, na których odbywają się zawody Pucharu Świata w skokach narciarskich. W budynku skoczni znajduje się Muzeum Narciarstwa, w którym obejrzeć można eksponaty pokazujące rozwój sportów zimowych. Można także wjechać windą na wieżę skoczni.
Muzeum Henryka Ibsena (Ibsen Museet)W mieszkaniu Ibsena, w którym mieszkał on od 1895 roku aż do swojej śmierci w roku 1906, urządzono ekspozycję związaną z pisarzem.
Muzeum Kon-TikiPołożone na półwyspie Bygdøy muzeum prezentuje eksponaty związane z wyprawami Thora Heyerdahla – tratwę Kon-Tiki, papirusową łódź Ra II, eksponaty z Wyspy Wielkanocnej, Peru i Polinezji.
Muzeum MunchaMuzeum posiadające największą na świecie kolekcję prac tego malarza, które zapisał on w testamencie miastu Oslo. W zbiorach znajduje się ok. 1100 obrazów olejnych, 3000 rysunków, 18 000 grafik. Muzeum nie posiada stałej ekspozycji, jedynie wystawy czasowe prezentujące Muncha w kontekście europejskim.
Galeria Narodowa (Nasjonalgalleriet)Zawiera najbogatsze w Norwegii zbiory sztuki norweskiej, a także skandynawskiej i europejskiej, m.in. prace Edvarda Muncha, Johana Dahla, Christiana Krohga i wielu innych.
Centrum Pokojowe Nobla (Nobels Fredssenter)Centrum poprzez tradycyjne i multimedialne ekspozycje prezentuje tematy związane z wojną, pokojem i rozwiązywaniem konfliktów oraz Pokojową Nagrodą Nobla.
Norweskie Muzeum Ludowe / Skansen (Norsk Folkemuseum)Położone na półwyspie Bygdøy muzeum i skansen prezentują kulturę ludową Norwegii. W skansenie zobaczyć można 155 budynków z różnych regionów, m.in. słynny kościół drewniany Gol stavkirke. Otwarte przez cały rok, ale znacznie bardziej atrakcyjne latem, kiedy poprzez różne prezentacje zapoznać się można z codziennym życiem dawnej Norwegii.
Ratusz (Oslo Rådhus)Oddana do użytku w 1950 siedziba władz miejskich Oslo. W auli ratusza odbywa się corocznie uroczystość wręczenia Pokojowej Nagrody Nobla. W sezonie letnim możliwe jest zwiedzanie jednej z wież ratusza.
StortingetBudynek parlamentu norweskiego wzniesiony w 1866. Latem dostępny dla zwiedzających codziennie, poza sezonem – w soboty (wstęp bezpłatny).
Park Vigelanda (Vigelandslegget)Jedna z najpopularniejszych atrakcji Oslo, zwiedzana corocznie przez ok. milion turystów. Kompleks parkowy z rzeźbami Gustava Vigelanda – ponad 200 figur z brązu i granitu. Czynny przez cały rok (wstęp wolny).
Muzeum Vigelanda (Vigeland-museet)W budynku muzeum, wzniesionym w latach 20. XX wieku, mieściło się pierwotnie atelier rzeźbiarza i jego mieszkanie. Obecnie obejrzeć tam można odlewy jego prac i mniejsze rzeźby.
Muzeum Łodzi Wikingów (Vikingskipshuset)Położone na półwyspie Bygdøy muzeum prezentuje najlepiej na świecie zachowane łodzie wikingów, zbudowane ponad 1100 lat temu, a odnalezione w czasie prac archeologicznych. Dodatkowo zobaczyć można eksponaty znalezione w kurhanach.
Biblioteka Miejska w Oslo (Deichman)Najstarsza i największa biblioteka publiczna w Norwegii.
Huk i ParadisbuktaPołożone blisko centrum miasta tereny rekreacyjne oraz plaże na półwyspie Bygdøy.
Wyspy położone na OslofjordzieNakholmen, Lindøya, Hovedøya, Bleikøya, Gressholmen i Rambergøya. Dociera do nich z centrum miasta tramwaj wodny.

## Sport

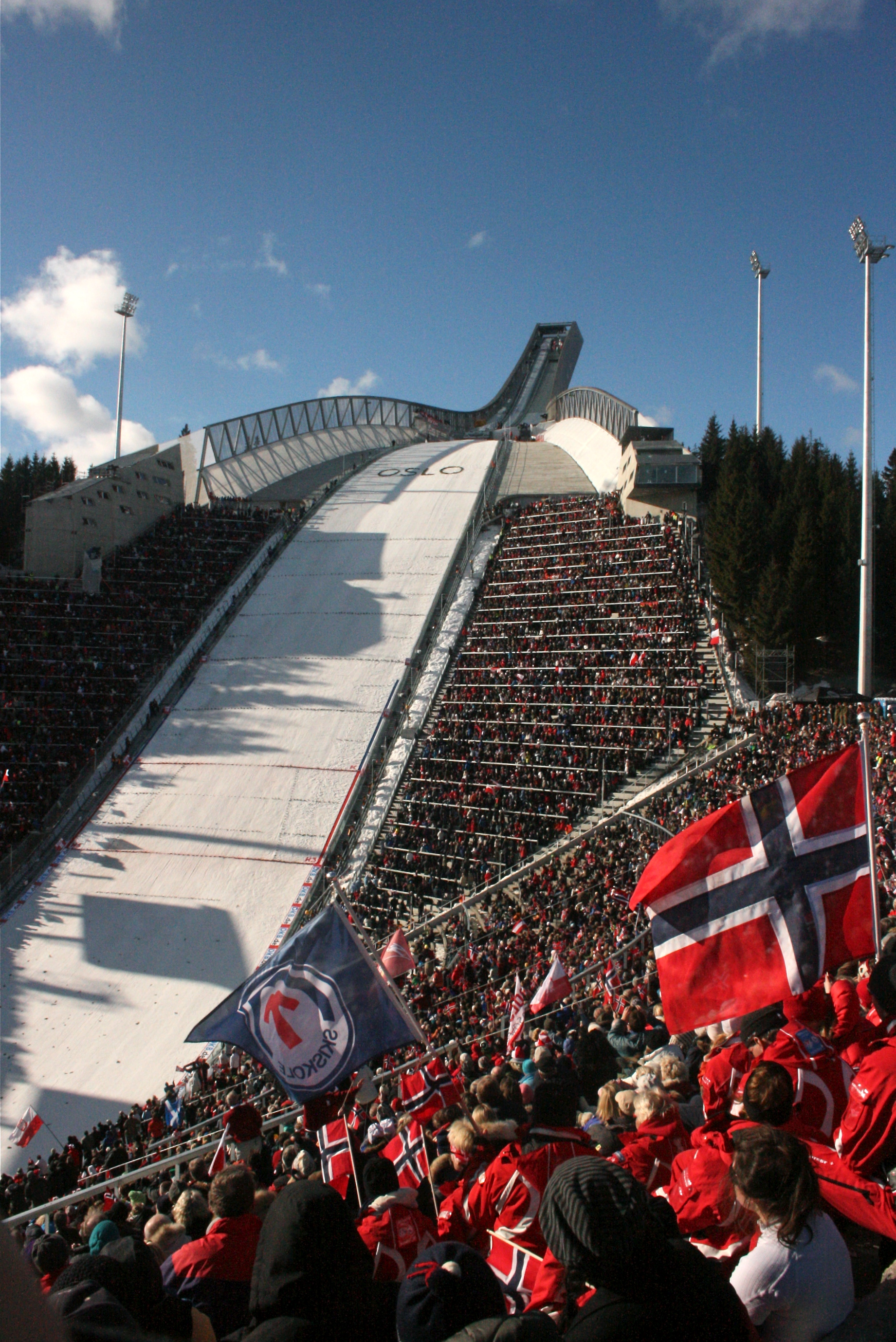
Skocznia narciarska Holmenkollbakken (2010)

Oslo jest miastem o szczególnym znaczeniu dla sportów zimowych.
- W dzielnicy Holmenkollen odbywa się wiele imprez pucharowych czy mistrzostwa w różnych dyscyplinach. Odbywały się też tutaj Zimowe Igrzyska Olimpijskie 1952.
- Najbardziej znanym klubem z miasta jest Vålerenga Oslo, posiadające sekcje:
  - Vålerenga Oslo – hokejowa;
  - Vålerenga Fotball – piłkarska;
- Lyn Fotball – klub piłkarski;
- Skeid Fotball – klub piłkarski;
- Ullevaal Stadion – stadion klubów Vålerenga, Lyn i Skeid;
- IK Tjalve – klub lekkoatletyczny;
- SK Vidar – klub lekkoatletyczny;
- Valle Hovin – hala sportowa.

## Demografia
| Rok  | Liczba ludności |
| ---- | --------------- |
| 1801 | 9 500           |
| 1825 | 15 400          |
| 1855 | 31 700          |
| 1875 | 76 900          |
| 1900 | 227 900         |
| 1925 | 255 700         |
| 1951 | 434 365         |
| 1960 | 471 511         |
| 1970 | 487 363         |
| 1980 | 454 872         |
| 1990 | 458 364         |
| 2000 | 507 467         |
| 2005 | 529 407         |

Oszacowano, że 26% z około 152 000 rdzennych mieszkańców Oslo to imigranci. W 2009 roku region Oslo liczył 1 400 000 mieszkańców, z czego 876 391 to mieszkańcy przyległej aglomeracji. Liczba mieszkańców obecnie wzrasta w rekordowym tempie ponad 2% rocznie, czyniąc go jednym z najszybciej rosnących miast w Europie.

## Dzielnice Oslo

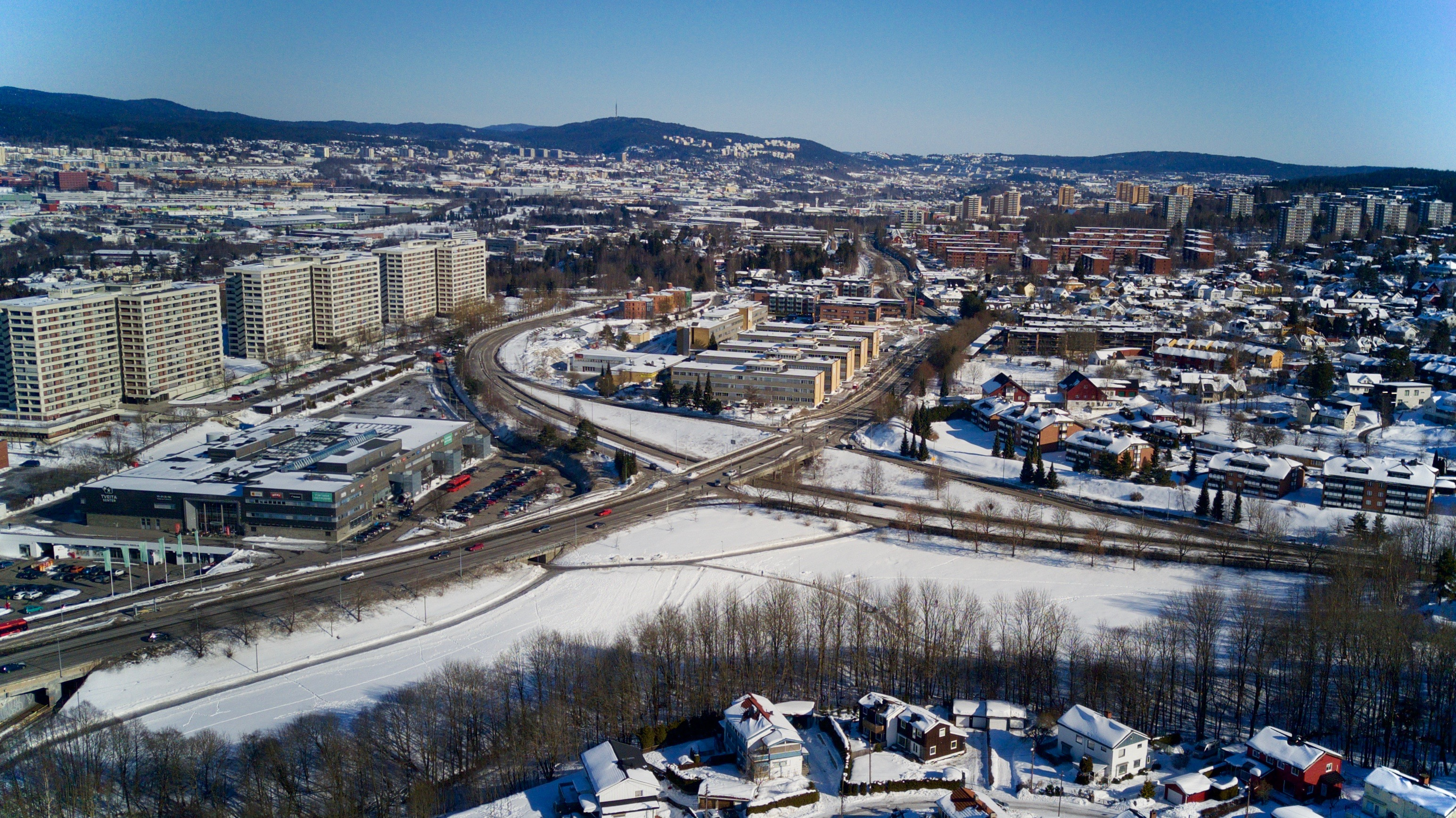
Alna (2018)

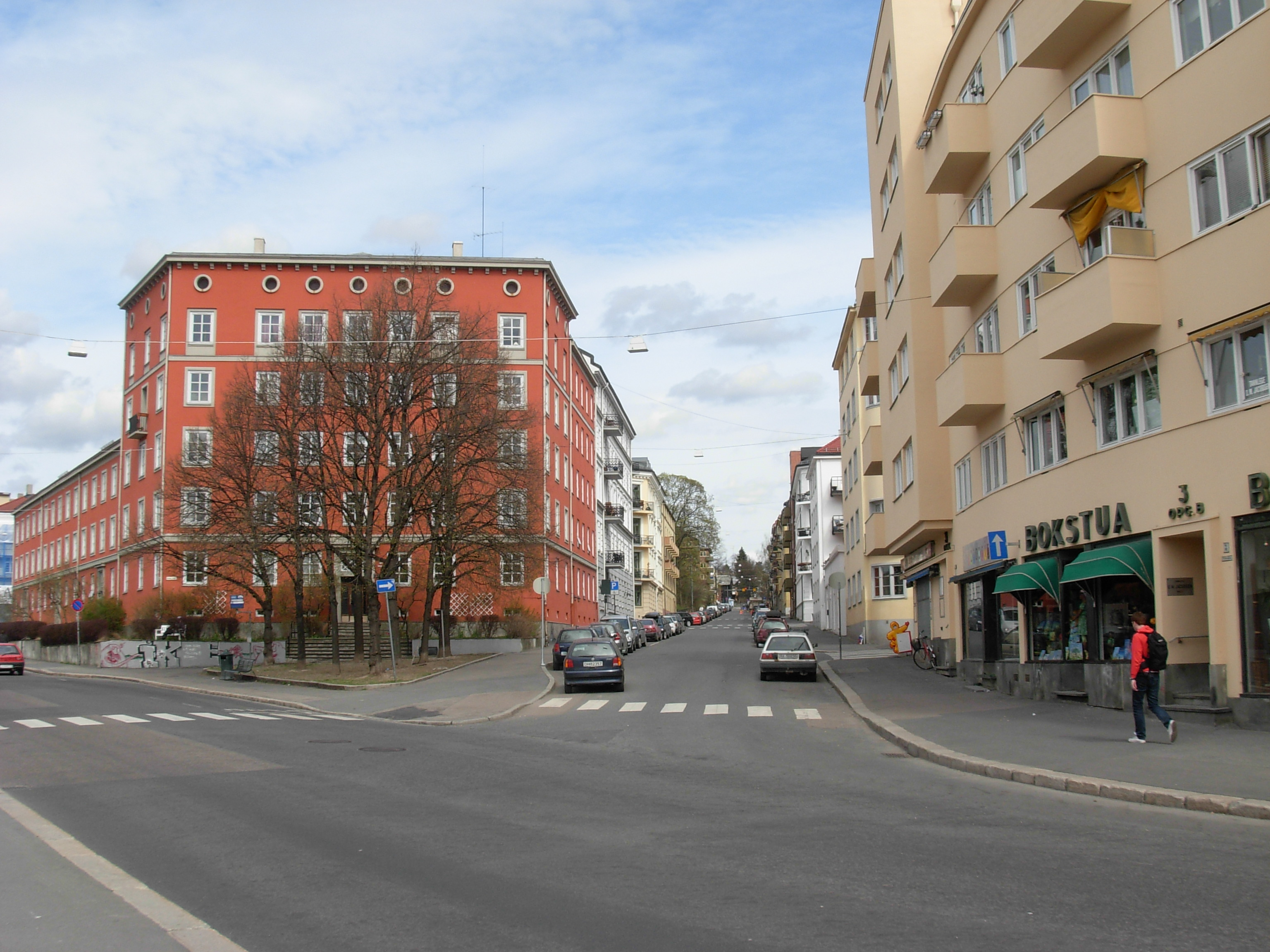
St. Hanshaugen (2008)

Oslo dzieli się na 15 dzielnic:
- Alna
- Bjerke
- Frogner
- Gamle Oslo
- Grorud
- Grünerløkka
- Nordre Aker
- Nordstrand
- Østensjø
- Sagene
- Søndre Nordstrand
- St. Hanshaugen
- Stovner
- Ulllern
- Vestre Aker

## Urodzeni w Oslo
- Wenche Foss – aktorka
- Anneke von der Lippe – aktorka
- Jo Nesbø – pisarz
- Frid Ingulstad – pisarka
- Lars Rønningen – zapaśnik

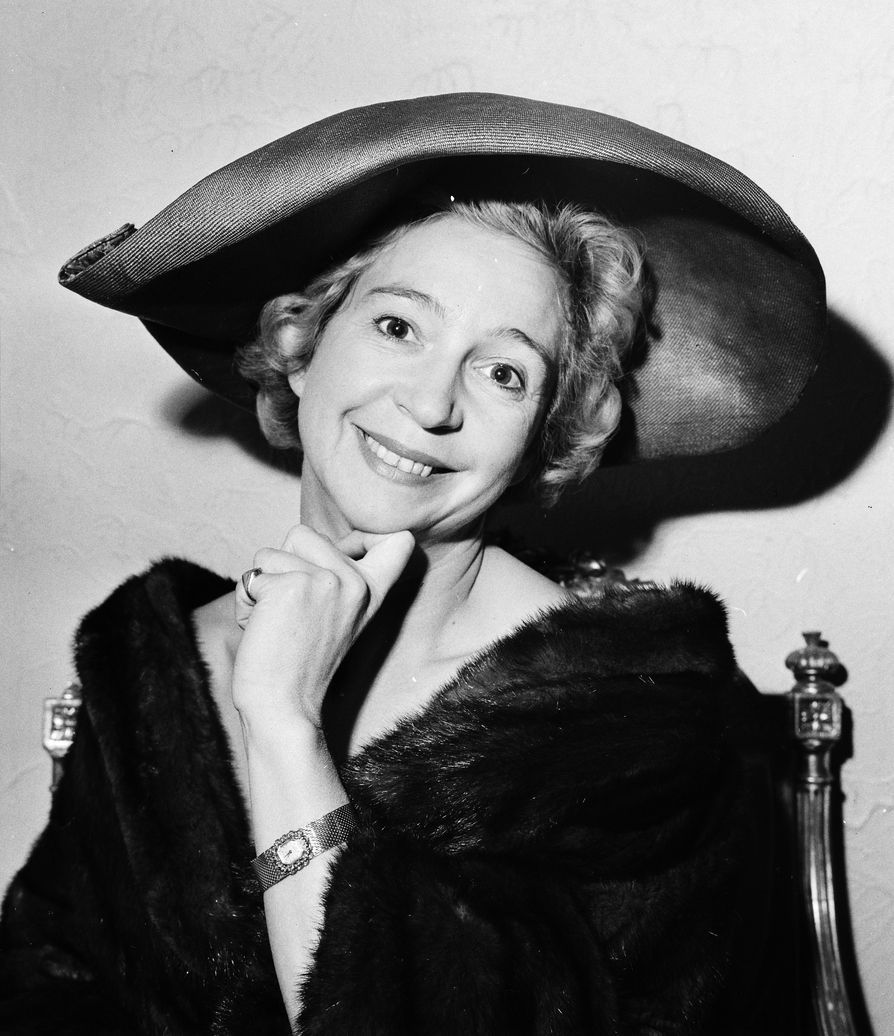
Wenche Foss (1979)

- Halvor Egner Granerud – skoczek narciarski
- Espen Bredesen – skoczek narciarski

## Zobacz też

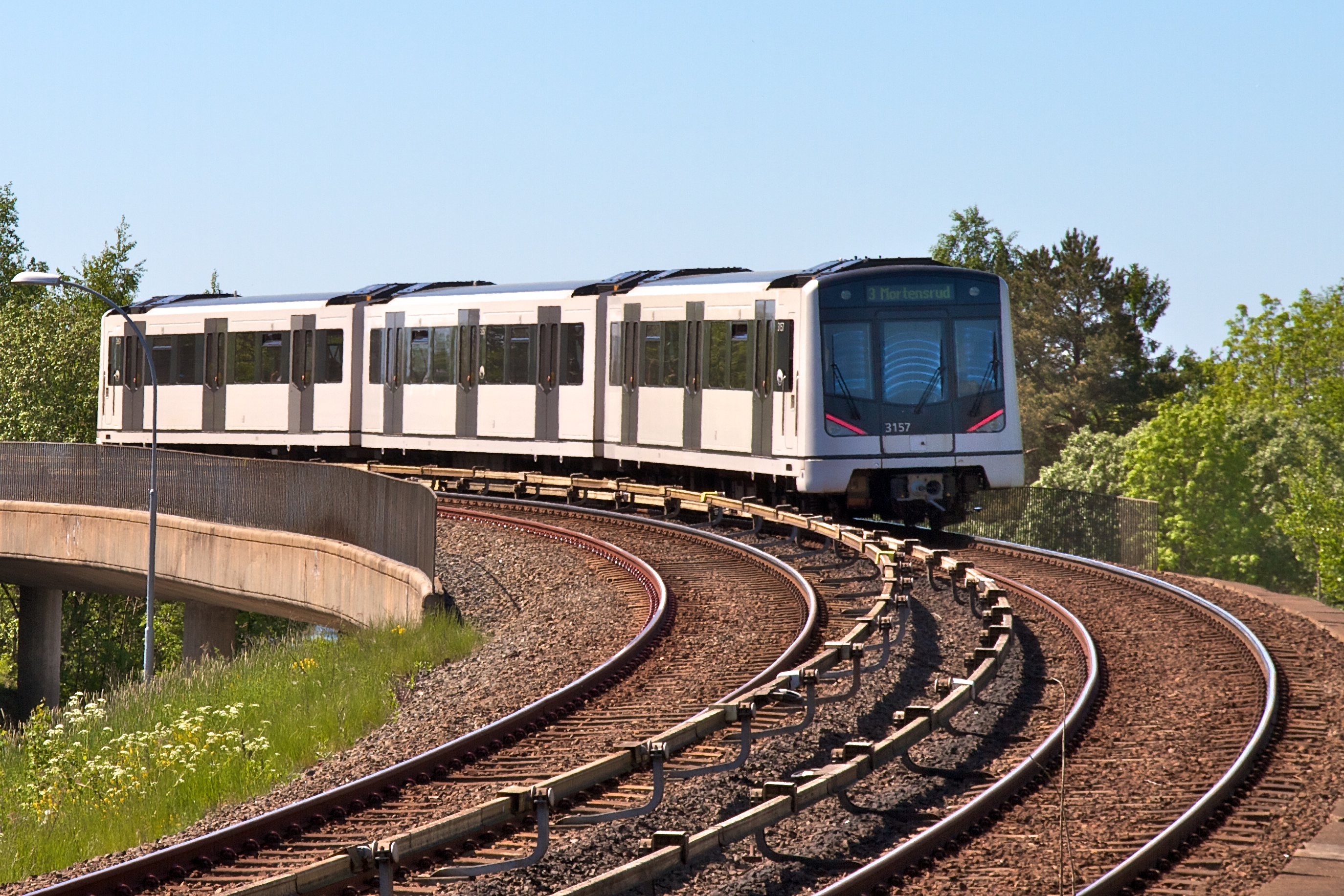
Pociąg MX3000 metra w Oslo (2012)